# Earl Weaver
Pour les articles homonymes, voir Weaver.
Earl Sidney Weaver (14 août 1930 - 19 janvier 2013) est un manager américain de baseball élu au Temple de la renommée en 1996. Il dirige les Orioles de Baltimore de la Ligue majeure de baseball durant 17 années, de 1968 à 1982, puis en 1985 et 1986.
Il est le gérant ayant remporté le plus de victoires (1354) à la barre des Orioles, qu'il mène à la conquête de la Série mondiale en 1970.

## Carrière
Earl Weaver est né à Saint-Louis, Missouri, aux États-Unis, le 14 août 1930. Un joueur de deuxième but frappant et lançant de la droite, il évolue dans les ligues mineures de baseball de 1948 à 1960 avec des clubs affiliés aux Cardinals de Saint-Louis, aux Pirates de Pittsburgh et aux Orioles de Baltimore, sans toutefois atteindre les Ligues majeures. Il est joueur-entraîneur dans ces dernières années, prenant les commandes des Smokies de Knoxville, un club-école des Orioles, en 1956. En 11 ans et demi passés à diriger des équipes des mineures, il remporte 841 victoires contre 697 défaites pour un pourcentage de victoires de ,547 avec trois championnats.
En 1968, Weaver est promu instructeur de premier but des Orioles de Baltimore dans les Ligues majeures. En juillet de la même année, il remplace Hank Bauer comme gérant de l'équipe, un poste qu'il occupe pendant 15 saisons consécutives. L'équipe termine en deuxième place avec 91 victoires en 162 parties de saison régulière 1968. La saison suivante, elle remporte le premier de trois championnats consécutifs dans la division Est de la Ligue américaine. Weaver mène les Orioles à six titres de section (1969, 1970, 1971, 1973, 1974, 1979), un record dans l'histoire de la franchise. Les années 1969 à 1971 sont marquées par trois conquêtes consécutives du titre de la Ligue américaine et trois participations à la Série mondiale. Malgré un record de franchise de 109 victoires en saison régulière 1969, les Orioles sont surpris par les Mets de New York en grande finale. En 1970, ils remportent leur deuxième sacre en l'emportant en cinq parties sur les Reds de Cincinnati en Série mondiale. La finale de 1971 se solde par une défaite contre les Pirates de Pittsburgh. La Série mondiale 1979, quatrième finale de Weaver, est une réédition de celle de 1971 où Pittsburgh bat Baltimore.
Les cinq saisons où Baltimore a remporté le plus de parties sont celles où Weaver était aux commandes du club : 109 gains en 1969, 108 en 1970, 102 en 1979, 101 en 1971 et 100 en 1980. Il quitte après la saison 1982. L'année d'après, sous les ordres de son successeur Joe Altobelli, les Orioles remportent la Série mondiale 1983 pour un premier titre depuis 1970. Weaver revient diriger Baltimore en 1985 et 1986. Cette dernière année, l'équipe gagne 73 matchs contre 89 défaites. C'est la seule saison perdante de Weaver dans les grandes ligues.
Weaver compte 1480 victoires aux commandes des Orioles, un record de franchise, contre 1060 défaites. Son pourcentage de victoires de ,583 est le meilleur dans l'histoire de l'équipe parmi les gérants ayant dirigé un nombre significatif de matchs. Il compte un triomphe en Série mondiale, quatre titres de la Ligue américaine et six titres de la division Est. En 1982, les Orioles retirent son numéro d'uniforme, le 4.
Après la saison de baseball 2012, Weaver se classe 22e pour les victoires dans toute l'histoire du baseball majeur. Pour le pourcentage de victoires (,583), il se classe 6e parmi les gérants ayant gagné au moins 1000 matchs et 5e parmi ceux ayant dirigé une équipe pendant 10 ans ou plus. Il compte 26 victoires en 46 parties de  séries éliminatoires.
En 1996, Earl Weaver est intronisé au Temple de la renommée du baseball.
Connu pour ses nombreuses prises de bec avec les arbitres, Weaver fut expulsé d'un match par les officiels à 98 reprises en saison régulière, sans compter les expulsions en éliminatoires, ce qui le place quatrième de l'histoire derrière Bobby Cox, John McGraw et Leo Durocher. En 1985, il est expulsé des deux matchs d'un programme double au Yankee Stadium. Les amateurs de baseball de l'époque se rappellent particulièrement de sa relation tendue avec l'arbitre Ron Luciano, qui l'avait expulsé tant de fois que les joueurs des Orioles prenaient avant la rencontre des paris pour tenter de prédire à quelle manche de la partie Luciano jetterait Weaver hors du match.
Earl Weaver meurt le 19 janvier 2013 à l'âge de 82 ans. Il succombe à une crise cardiaque alors qu'il est en mer des Caraïbes sur un bateau de croisière. Il est incinéré.